# クロエ・アグニュー

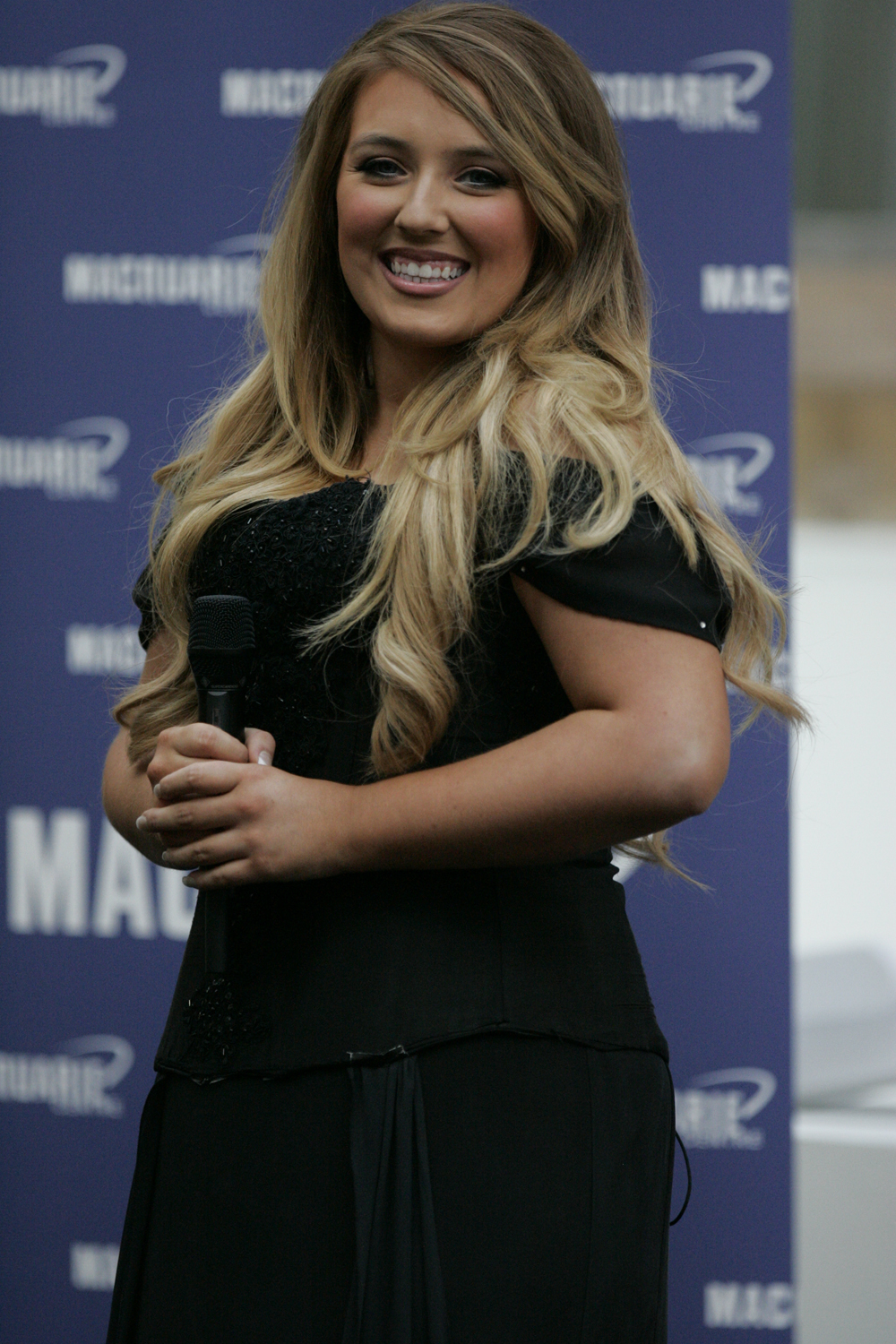
クロエ・アグニュー

クロエ・アグニュー（Chloë Agnew, 1989年6月9日 - ）はアイルランドの音楽グループケルティック・ウーマンに所属する歌手。『アヴェ・マリア』や『ユー・レイズ・ミー・アップ』などを歌う
- オリジナル・メンバーの一人。
- 2004年からメンバーとして活動していたが、2013年に一時的に脱退した。

| スタブアイコン | サブスタブ | この項目は、まだ閲覧者の調べものの参照としては役立たない、歌手に関連した書きかけの項目です。この項目を加筆・訂正などしてくださる協力者を求めています（P:音楽/PJ:芸能人）。 |